# Ibsen Martínez
Ibsen Martínez (Caracas, 20 ottobre 1951 – Caracas, 11 settembre 2024) è stato un drammaturgo, giornalista e scrittore venezuelano originario di Caracas.
Dal 1995 scrive una rubrica settimanale per El Nacional. I suoi scritti sono apparsi su El Nuevo Herald, The New York Times, Letras Libres e El País. Martinez scrisse anche diverse opere teatrali.
Martínez è morto per un attacco di cuore l'11 settembre 2024, all'età di 72 anni.